# Sparky Greene
Sparky Greene (* 13. November 1948) ist ein US-amerikanischer Filmproduzent, Filmregisseur, Autor und Produktionsleiter, der 1977 für einen Oscar nominiert war.

## Karriere
Gleich mit seinem ersten Film – der von Greene produzierte Kurzfilm American Shoeshine (1976) – bei dem er auch Regie führte, wurde er für einen Oscar nominiert und erhielt beim Chicago International Film Festival eine Nominierung für den Gold Hugo in der Kategorie „Bester Dokumentarfilm“. Der Film ist inzwischen in der Sammlung der Chicago Public Library enthalten. Der Film behandelt die Geschichte des Schuhputzens in den USA, interviewt aktuelle Schuhputzer und beschreibt Rag Popping, eine Musikform, die mit einem Schuhputzlappen gemacht wird. 
Für das 1984 erschienene Filmdrama Tödliche Wüste lieferte Greene die Vorlage für das Drehbuch, führte Regie und produzierte den Film auch. Darin ist eine kleine Gruppe von Überlebenden nach einem Flugzeugabsturz in der mexikanischen Wüste auf der Suche nach Nahrung und Wasser. In den Jahren 1987 und 1989 wirkte Greene an zwei Filmen der James-Bond-Reihe mit, einmal Der Hauch des Todes und zum anderen Lizenz zum Töten, dem 15. und 16. Film der Reihe, jeweils mit Timothy Dalton in der Titelrolle.
Für den 2018 erschienenen Dokumentarfilm The Lost City of the Monkey God trat Greene noch einmal als Ausführender Produzent in Erscheinung. Die Suche im Film folgt dem Entdecker Steve Elkins und einem Team aus Archäologen, Anthropologen, Wissenschaftlern und Filmemachern in einem wahren Abenteuer, um einen der letzten unerforschten Orte auf der Welt ausfindig zu machen.
Greene ist auch bekannt für die von ihm geschriebenen Bücher Age of Insects: Not Human und Invictus.

## Filmografie (Auswahl)
- 1976: American Shoeshine (Kurzfilm; Regie, Produzent)
- 1984: Tödliche Wüste (The Oasis; Vorlage Drehbuch, Regie, Produzent)
- 1984: Der Hitchhiker – Unglaubliche Geschichten (The Hitchhiker, Fernsehserie S5/E9 Her Finest Hour, Autor)
- 1987: James Bond 007 – Der Hauch des Todes (The Living Daylights; Produktionsleitung)
- 1989: James Bond 007 –  Lizenz zum Töten (Licence to Kill; Mitglied der Crew)
- 2018: The Lost City of the Monkey God (Ausführender Produzent)

## Auszeichnungen (Auswahl)
Chicago International Film Festival 1976
- Nominiert für den Gold Hugo für und mit American Shoeshine in der Kategorie „Bester Dokumentarfilm“

Academy Awards 1977
- Oscarnominierung für und mit American Shoeshine in der Kategorie „Bester Dokumentar-Kurzfilm“